# Ring Pass Delft
Ring Pass Delft is een hockey- en tennisclub uit Delft. Het is een van de vijf hockeyclubs in de gemeente en tevens de grootste sportclub van Delft.
De vereniging werd in 1940 opgericht als hockeyclub. In 1978 kwam daar als tweede sport tennis bij. Sinds 1990 heeft de club de beschikking over een eigen sportpark.

## Geschiedenis
In oktober 1940 werd een hockeyvereniging opgericht door twaalf jonge mannen. Het enige dat zij gemeen hadden, was dat ze vrijgezel waren en dus werd als naam Bachelor Hockeyclub gekozen. De club groeide uit tot drie elftallen maar eind 1944 vielen als gevolg van de oorlog alle activiteiten stil.
Een Delftse Dames Hockey Club (DDHC) is nooit officieel opgericht, maar zo'n vijftig dames speelden in die tijd op hetzelfde veld als de mannen aan het Laantje van Vollering. Bachelor en DDHC groeiden naar elkaar toe en in 1947 was de nieuwe club een feit. Tijdens de oprichtingsvergadering werd de naam vastgesteld als Ring Pass; de volledige naam werd Delftse Hockey Club Ring Pass. De naam verwijst naar de ring van standaardformaat waar een goedgekeurde hockeystick doorheen moet passen.
Bij de oprichting had de vereniging 70 leden. Een paar jaar later waren dat er 170, mede door de instroom van jongens bij de junioren vanuit het net opgerichte St. Stanislascollege. De paters begeleidden de SSC-juniorenelftallen zelf en ook de geestelijk adviseur van de club was een jezuïet.

### Verhuizing in 1955
In 1955 volgde de verhuizing naar een volledig hockeycomplex, samen met de Delftse hockeyverenigingen Hudito en DSHC aan de Van der Dussenweg.
Er was een eigen clubhuis met kleedkamers en drie grasvelden. Dit bleef tot 1990 het home. Clubtradities deden toen hun intrede, zoals de Saturnustoernooien die startten in 1959. Mini's kwamen er in 1968 en er was sprake van een tennisafdeling in oprichting.
Die laatste doorbraak ging samen met de verhuisdiscussie. Uiteindelijk vertrok Hudito naar Delft-Zuid en de studenten naar de TU-wijk. Ring Pass groeide naar vijf velden, breidde het clubhuis uit en huurde twee (mateco)tennisbanen van de Delftse Tennis Bond (DTB), die de resterende grond in een tenniscomplex omzette.
In 1978 kwam daar tennis als tweede sport bij en veranderde de naam in DHTC Ring Pass. De tennisafdeling groeide uit tot een bloeiende tak van de vereniging, eerst als alternatief voor de ouders van jeugdleden, later als een zelfstandige tak van Ring Pass met eigen tradities. Inmiddels waren er de jeugdkampen (1978), zaalhockey en de aanloop naar kunstgras.

### Verhuizing in 1990
Omdat de gemeenten Delft en Schipluiden het stuk grond van Ring Pass wilden verwerven, verhuisde de club over korte afstand en werd gesubsidieerd een nieuw eigen complex aangelegd. In 1990 werd dit geopend: drie velden, waarvan twee kunstgras en één gewoon gras. Na een jaar kon ook het derde veld van kunstgras voorzien worden. Tevens kreeg het complex vier kunstgrastennisbanen en een riant clubhuis.
Inmiddels ligt de club in een stadspark omringd door woningbouw. Het clubhuis werd in 2010 uitgebouwd (mede voor kinderopvang en huiswerkbegeleiding) en een extra veld werd in gebruik genomen bij het St. Stanislascollege er vlakbij. Veld 1 werd in de zomer van 2013 vervangen door een WK-waterveld en veld 3 is thans een semiwaterveld.
Op 3 mei 2014 organiseerde Ring Pass Delft voor het eerst in zijn geschiedenis een officiële hockeyinterland tussen het Nederlands herenteam en Engeland. Meer dan 2000 bezoekers waren getuige van de wedstrijd.

## (Oud-)hockeyinternationals van Ring Pass
- Ron Steens
- Thijs van Dam